# Herz-Jesu-Kirche (Düsseldorf-Derendorf)

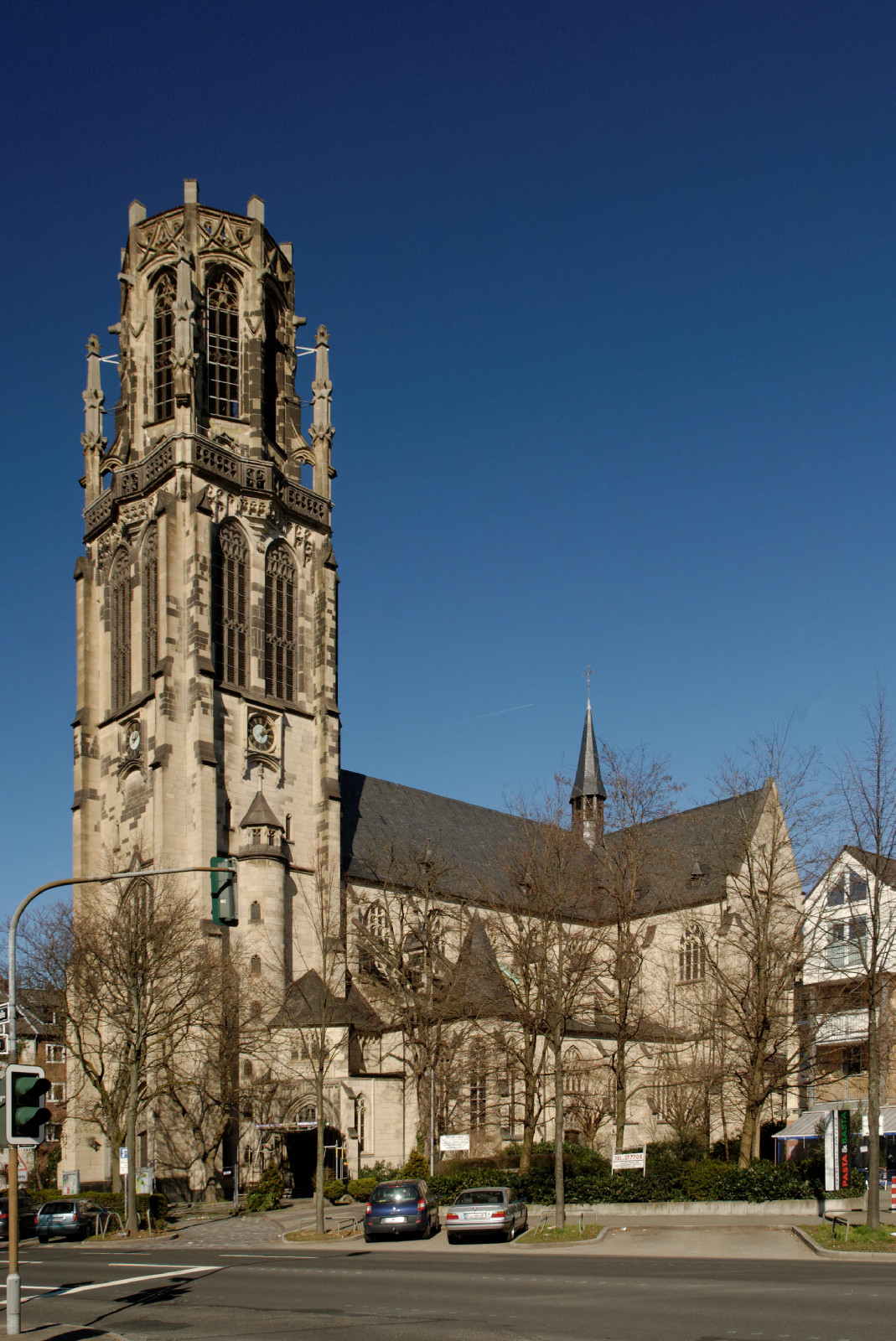
Herz-Jesu-Kirche

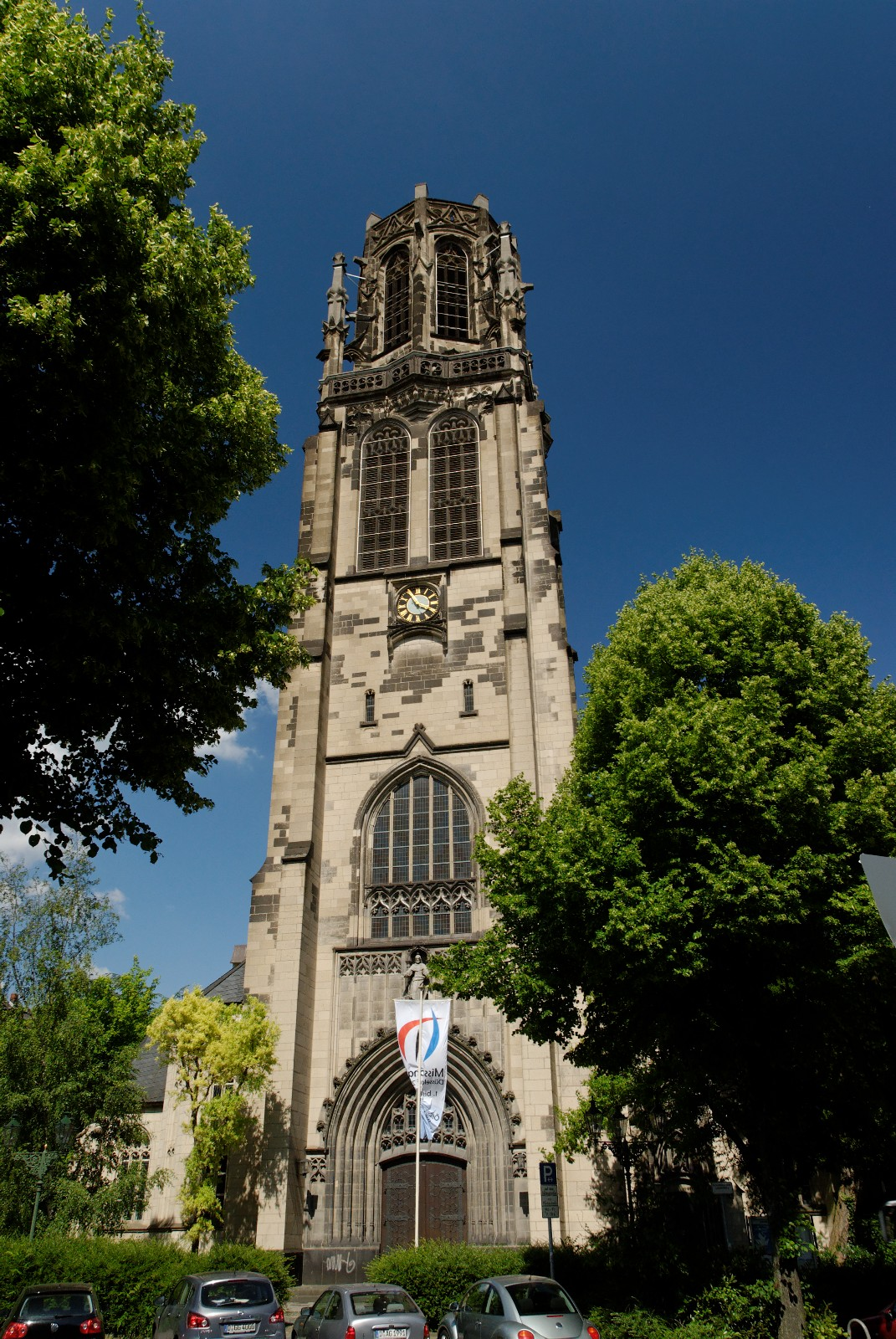
Herz-Jesu-Kirche

Die Herz-Jesu-Kirche (ⓘ) an der Roßstraße 75 in Düsseldorf-Derendorf wurde 1905 bis 1907 durch den Architekten Josef Kleesattel erbaut und ist die Pfarrkirche der gleichnamigen römisch-katholischen Pfarrei im Erzbistum Köln, die seit 2009 im Kirchengemeindeverband Derendorf-Pempelfort aufgeht. Gemäß der Pastoralreformdirektive des Erzbistums Köln werden am 1. Januar 2013 die Kirchengemeinden dieses Verbandes in Düsseldorf-Derendorf und -Pempelfort in ihre Ursprungsgemeinde Heilige Dreifaltigkeit fusioniert.

## Beschreibung

### Baugeschichte
Mit einem 102 Meter hohen Turm war sie seinerzeit die höchste Kirche Düsseldorfs. Am 17. Mai 1945 drehte ein Wirbelsturm den hölzernen Turmhelm ab. Die kriegsbedingten Beschädigungen von 1944 wurden von 1946 bis 1948 von Aloys Odenthal repariert. Seit den frühen 1980er-Jahren wurde die Kirche restauriert. Dabei stellte sich 2001 heraus, dass das Gebäude wegen Konstruktionsfehlern des Gewölbes sowie mangelhafter Instandsetzung von Kriegsschäden einsturzgefährdet war. Die Kirche wurde geschlossen und konnte nach vierjähriger Restaurierung wieder zur Nutzung freigegeben werden. 2011 wurden gravierende Schäden am aufgehenden Turm und der Turmspitze festgestellt, weswegen der Turm ab Sommer 2012 für mehrere Jahre gänzlich eingerüstet und verhängt wurde. Die Schwere der nunmehr festgestellten Schäden stellte die Ausrüstung des Turms in weite Ferne.

### Architektur
Die Herz-Jesu-Kirche ist eine dreischiffige Basilika im neugotischen Stil. Das Langhaus ist 19 m hoch, überspannt mit einem Netzgewölbe. Das Hauptschiff wird von den Seitenschiffen durch Arkaden getrennt. Der Wandaufriss ist in drei Zonen gegliedert, so mit Pfeilerarkaden, Triforium-Blendnischen mit Maßwerk und Obergaden. Das Langhaus wird von einem Querschiff gekreuzt und findet seine Fortsetzung im dreischiffigen Chor. Über einen Umgang, der sich an den Chor anschließt, gelangt man zu anderen Räumen.
Die Architekturglieder sind in rotem Sandstein gearbeitet, so die Pfeiler, Arkadenbögen, Rippen, Konsolenkapitelle und Dienste. Das Äußere ist mit Tuffstein verblendet.

### Ausstattung
Egino Weiner schuf im Jahre 1978 die moderne Ausstattung. Diese umfasst den Altar, Ambo, Sedilien und Altarleuchter. Das Motiv des Weinstocks ist immer wieder zu finden. Die Medaillons, die die Sedilien schmücken, stellen Szenen aus dem Alten Testament dar. Weitere Szenen entstammen dem Neuen Testament.
Die Kirchenfenster mit den folgenden Motiven wurden von Jochem Poensgen geschaffen:
- Chorfenster, im Mittelfeld: Arche und Regenbogen, Weinstock und sieben Sakramente, Geisttaube
- Chorfenster, linke Seite: Paradiesesbaum, Agnus Dei
- Chorfenster, rechte Seite: Baum der Erkenntnis mit Adam und Eva, Baum des Kreuzes mit Maria, Hand Gottes
- Sakristeifenster: Heiligendarstellungen
- Messdienersakristei: Motiv der Jünglinge im Feuerofen.

Über das rechte Seitenschiff erreicht man die rechte Chorkapelle, wo eine Madonna von Baumgartner zu sehen ist. Ebenso gelangt man über das rechte Seitenschiff zur Totenkapelle. Dort befindet sich eine Engelsfigur von Kurt Zimmermann und Fenster (Motiv: Lebensbaum) von Jochem Poensgen. Sonst sind im rechten Seitenschiff eine Jesus-Johannes-Gruppe – Kopie eines Originals aus Oberschwaben (um 1320) – und eine Maria als „Sedes Sapientiae“ zu sehen. Die Marienfigur ist das Originalmodell für ein anderes Werk in Bronze, das im Jahre 1960 von Kurt Zimmermann für das Kölner Priesterseminar gearbeitet wurde.
Über das linke Seitenschiff erreicht man die linke Chorkapelle, wo Christus Salvator von Otto Bussmann zu sehen ist. Ebenso gelangt man über das linke Seitenschiff zum linken Querschiff, wo ein Kreuzweg von Johannes Grüger (1906–1992) und verschiedene Hinterglasmalerei zu sehen sind. Über das linke Seitenschiff ist ebenso die Taufkapelle zu betreten. Dort befinden sich ein Taufstein aus der Erbauungszeit und ein kupfergetriebener Helm, der später geschaffen wurde. Der Helm zeigt verschiedene Motive wie Hirschkuh, Arche Noah, Fisch, Schifflein Petri. In der Taufkapelle befinden sich ein Osterleuchter mit österlichen Szenen von P. Walter Schulten (1920–1993) und Fenster von Toni Tünnerhoff (1982).
Der Figurenschmuck an den Säulen stellen die Porträts der Tugenden dar. Der Grund dafür liegt darin, weil die Kirche Herz Jesu auch als Garnisonskirche diente. Der Figurenschmuck an der Orgelempore stellt König David dar.

### Orgel
Die Orgel wurde 1986 von dem Orgelbauer Klaus Becker (Kupfermühle) erbaut. Das Schleifladen-Instrument hat 48 Register auf drei Manualen und Pedal. Die Spieltrakturen sind mechanisch, die Registertrakturen sind mechanisch und elektrisch.
| I Hauptwerk C–g3 |        |
| Pommer           | 16′    |
| Prinzipal        | 8′     |
| Rohrflöte        | 8'     |
| Oktave           | 4′     |
| Blockflöte       | 4′     |
| Quinte           | 2 ⁄3′  |
| Superoktave      | 2′     |
| Terz             | 1 3⁄5′ |
| Mixtur IV        | 1 ⁄3′  |
| Scharf IV        | 1′     |
| Trompete         | 8′     |
| Span. Trompete   | 4′     |

| II Rückpositiv C–g3 |       |
| Holzgedackt         | 8′    |
| Prinzipal           | 4′    |
| Flöte               | 4′    |
| Flageolet           | 2′    |
| Nasat               | 1 ⁄3′ |
| Oktave              | 1′    |
| Scharf III          | 2⁄3′  |
| Bärpfeife           | 16′   |
| Musette             | 8′    |
| Tremulant           |       |

| III Schwellwerk C–g3 |        |
| Quintadena           | 16′    |
| Prinzipal            | 8′     |
| Bleigedackt          | 8′     |
| Gambe                | 8′     |
| Schwebung            | 8′     |
| Prinzipal            | 4′     |
| Nachthorn            | 4′     |
| Quinte               | 2 ⁄3′  |
| Schwiegel            | 2′     |
| Terz                 | 1 3⁄5′ |
| Mixtur IV            | 2′     |
| Basson               | 16′    |
| Hautbois             | 8′     |
| Voix humaine         | 8‘     |
| Clairon              | 4′     |
| Tremulant            |        |

| Pedal C–f1   |     |
| Untersatz    | 32′ |
| Prinzipal    | 16′ |
| Subbass      | 16′ |
| Prinzipal    | 8′  |
| Gedackt      | 8′  |
| Choralbass   | 4′  |
| Bassflöte    | 4′  |
| Rauschpfeife |     |
| Mixtur IV    | 2′  |
| Posaune      | 16′ |
| Trompete     | 8′  |
| Trompete     | 4′  |

- Koppeln: I/II, III/II, III/I, I/P, II/P, III/P (mechanisch). Elektrisch: III/II (als Sub- und Superoktavkoppeln) III/16‘, III/4‘

Setzeranlage

## Glocken
| Nr. | Patron    | Nominal | Gussjahr | Gießer                    |
| --- | --------- | ------- | -------- | ------------------------- |
| 1   | Maria     | cis¹-5  | 1957     | Petit & Edelbrock Gescher |
| 2   | Joseph    | e¹-5    | 1957     | Petit & Edelbrock Gescher |
| 3   | Johannes  | fis¹-4  | 1957     | Petit & Edelbrock Gescher |
| 4   | Elisabeth | a¹-3    | 1957     | Petit & Edelbrock Gescher |
| 5   | Pius      | h¹-2    | 1957     | Petit & Edelbrock Gescher |
| 6   | Michael   | cis²-1  | 1957     | Petit & Edelbrock Gescher |
| 7   | Sakrament | fis²-1  | 1957     | Petit & Edelbrock Gescher |

„Idealsextett“